# Edward Smolarz
Edward Smolarz (ur. 30 września 1900 w Dziedzicach, zm. 5 września 1920 w
walce pod Stronibabami) – kapral Legionów Polskich i Wojska Polskiego. Uczestnik I wojny światowej, wojny polsko-ukraińskiej i wojny polsko-bolszewickiej. Kawaler Orderu Virtuti Militari.

## Życiorys
Urodził się 30 września 1900 w Dziedzicach jako syn Michała i Anny z d. Fuchs. Absolwent szkoły ludowej i gimnazjum w Rzeszowie. Od stycznia 1918 w Legionach Polskich, jako żołnierz II Brygady Legionów Polskich. Po rozwiązaniu Korpusu wrócił do Rzeszowa i brał udział w obronie Lwowa podczas wojny polsko-ukraińskiej. Od lipca 1920 w szeregach odrodzonego Wojska Polskiego, jako żołnierz w 17 pułku piechoty. Z pułkiem brał udział w walkach wojny polsko–bolszewickiej. 
„5 IX 1920, podczas walk pod Stronibabami - wzdłuż torów Krasne - Brody, będąc w stopniu kaprala, wraz ze swym oddziałem atakował pozycje bolszewickie. Poległ ratując ciężko rannego d-cę plutonu. Za czyn ten otrzymał Orderem Virtuti Militari”.

## Życie prywatne
Kawaler. Młodszy brat Ludwika Smolarza.

## Odznaczenia
- Krzyż Srebrny Orderu Wojskowego Virtuti Militari nr 1111[1][2]